# Hold Me in Paradise
Hold Me in Paradise is de achtste aflevering van het eerste seizoen van de televisieserie Boardwalk Empire. De episode werd geregisseerd door Brian Kirk. Hold Me in Paradise werd in de Verenigde Staten voor het eerst uitgezonden op 7 november 2010.

## Verhaal
Nucky Thompson is naar Chicago waar hij de conventie van de Republikeinse Partij bijwoont. Hij ontmoet Warren G. Harding, de man die zich in dienst van de partij kandidaat wil stellen voor het presidentschap. Verder loopt Nucky ook senator Walter Edge tegen het lijf. Edge wil graag vicepresident worden, maar Nucky steekt daar openlijk een stokje voor.
Terwijl Nucky zich in Chicago met politiek bezighoudt, heeft zijn broer Eli tijdelijk de controle over Atlantic City. Eli snapt niet waarom iedereen zijn broer zo leuk vindt, dus besluit hij zichzelf wat populairder te maken. O'Neill wil iemand anders zijn collecte laten doen, zodat hij bij zijn zieke dochter kan blijven. Eli besluit om in te vallen voor O'Neill. Wanneer hij later die avond langs het casino gaat om geld te innen, wordt hij neergeschoten door de broers D'Alessio.
Nucky, die in Chicago Jimmy probeert te overtuigen om terug naar Atlantic City te keren, hoort het nieuws over de schietpartij en besluit de hulp in te roepen van Margaret. Hij belt haar op met de vraag of ze op zijn kantoor in de Ritz wil passen totdat hij terug is. Margaret stemt in en ziet in het kasboek de miljoenen aan haar ogen voorbijgaan.

## Cast
- Steve Buscemi - Enoch "Nucky" Thompson
- Michael Pitt - Jimmy Darmody
- Kelly Macdonald - Margaret Schroeder
- Aleksa Palladino - Angela Darmody
- Shea Whigham - Eli Thompson
- Malachy Cleary - Warren G. Harding
- Geoff Pierson - Senator Walter Edge
- Christopher McDonald - Harry Daugherty
- Michael Stuhlbarg - Arnold Rothstein
- Paz de la Huerta - Lucy Danziger
- Jack Huston - Richard Harrow
- Sean Weil - Liam
- Anthony Laciura - Eddie Kessler
- Michael Shannon - Nelson Van Alden
- William Hill - Ward Boss O'Neill
- Max Casella - Leo D'Alessio
- Edoardo Ballerini - Ignatius D'Alessio

## Titelverklaring
Hold Me in Paradise is een stukje tekst uit het gedicht dat presidentskandidaat Warren G. Harding schreef voor zijn maîtresse Nan Britton.

## Culturele verwijzingen
- Johnny Torrio verwijst naar de grote brand van Chicago uit 1871.
- In de aflevering moeten de Republikeinen kiezen wie ze naar voren zullen schuiven als presidentskandidaat voor de verkiezingen van 1920. De kandidaten zijn Frank Orren Lowden, Leonard Wood en Warren G. Harding. Die laatste trekt uiteindelijk aan het langste eind.
- Voor het campagnelied van de presidentskandidaat worden de zangers Eddie Cantor en Al Jolson overwogen.